# Fußballer des Jahres in Russland
Der Titel Russlands Fußballer des Jahres wird in jedem Jahr seit 1991/92 durch zwei verschiedene Sportzeitungen nach dem Ergebnis jeweils einer Abstimmung unter Spielern aller Erstligisten parallel für je ein Kalenderjahr vergeben. Die beiden Abstimmungen werden von der Tageszeitung Sport-Express und der Wochenzeitschrift Futbol nach dem Ende der jeweiligen Premjer-Liga-Saison organisiert. Zur Wahl stehen jeweils die Spieler der Premjer-Ligisten, wobei Sport-Express lediglich elf Spieler pro Mannschaft zur Wahl stellt. Oftmals gewinnen in beiden Abstimmungen dieselben Spieler. In aller Regel werden russische Spieler gewählt, erst 2005 wurde mit dem Brasilianer Daniel Carvalho ein Ausländer gewählt.

## Wahl der Sport-Express
| Jahr    | Sieger              | Sieger               | Zweiter              | Zweiter              | Dritter              | Dritter              |
| Jahr    | Name                | Verein(e)            | Name                 | Verein(e)            | Name                 | Verein(e)            |
| ------- | ------------------- | -------------------- | -------------------- | -------------------- | -------------------- | -------------------- |
| 1991    | Igor Kornejew       | ZSKA Moskau          | Igor Schalimow       | Spartak Moskau       | Igor Kolywanow       | Dynamo Moskau        |
| 1992    | Igor Ledjachow      | (Spartak Moskau)     | Wiktor Onopko        | Spartak Moskau       | Dmitri Radtschenko   | Spartak Moskau       |
| 1993    | Wiktor Onopko       | Spartak Moskau       | Andrei Pjatnizki     | Spartak Moskau       | Nikolai Pissarew     | Spartak Moskau       |
| 1994    | Igor Simutenkow     | Dynamo Moskau        | Wiktor Onopko        | Spartak Moskau       | Andrei Pjatnizki     | Spartak Moskau       |
| 1995    | Ilja Zymbalar       | Spartak Moskau       | Oleg Weretennikow    | Rotor Wolgograd      | Wiktor Onopko        | Spartak Moskau       |
| 1996    | Andrei Tichonow     | Spartak Moskau       | Oleg Weretennikow    | Rotor Wolgograd      | Ilja Zymbalar        | Spartak Moskau       |
| 1997    | Dmitri Alenitschew  | Spartak Moskau       | Oleg Weretennikow    | Rotor Wolgograd      | Dmitri Chochlow      | Torpedo Moskau       |
| 1998    | Jegor Titow         | Spartak Moskau       | Ilja Zymbalar        | Spartak Moskau       | Oleg Weretennikow    | Rotor Wolgograd      |
| 1999    | Alexei Smertin      | Lokomotive Moskau    | Andrei Tichonow      | Spartak Moskau       | Jegor Titow          | Spartak Moskau       |
| 2000    | Jegor Titow         | Spartak Moskau       | Dmitri Loskow        | Lokomotive Moskau    | Dmytro Parfjonow     | Spartak Moskau       |
| 2001    | Ruslan Nigmatullin  | Lokomotive Moskau    | Marat Ismailow       | Lokomotive Moskau    | Jegor Titow          | Spartak Moskau       |
| 2002    | Dmitri Loskow       | Lokomotive Moskau    | Sergei Owtschinnikow | Lokomotive Moskau    | Sergei Semak         | ZSKA Moskau          |
| 2003    | Dmitri Loskow       | Lokomotive Moskau    | Sergei Owtschinnikow | Lokomotive Moskau    | Rolan Gussew         | ZSKA Moskau          |
| 2004    | Dmitri Sytschow     | Lokomotive Moskau    | Alexander Kerschakow | Zenit St. Petersburg | Andrei Arschawin     | Zenit St. Petersburg |
| 2005    | Daniel Carvalho     | Zenit St. Petersburg | Andrei Arschawin     | Zenit St. Petersburg | Igor Akinfejew       | ZSKA Moskau          |
| 2006    | Andrei Arschawin    | Zenit St. Petersburg | Alejandro Domínguez  | Rubin Kasan          | Igor Akinfejew       | ZSKA Moskau          |
| 2007    | Konstantin Syrjanow | ZSKA Moskau          | Andrei Arschawin     | Zenit St. Petersburg | Roman Pawljutschenko | Spartak Moskau       |
| 2008    | Vágner Love         | Zenit St. Petersburg | Juri Schirkow        | ZSKA Moskau          | Sergei Semak         | Rubin Kasan          |
| 2009    | Alejandro Domínguez | Rubin Kasan          | Welliton             | Spartak Moskau       | Sergei Semak         | Rubin Kasan          |
| 2010    | Danny               | Zenit St. Petersburg | Vágner Love          | Zenit St. Petersburg | Welliton             | Spartak Moskau       |
| 2011/12 | Seydou Doumbia      | ZSKA Moskau          | Andrij Woronin       | Dynamo Moskau        | Danny                | Zenit St. Petersburg |
| 2012/13 | Igor Akinfejew      | ZSKA Moskau          | Hulk                 | Zenit St. Petersburg | Vágner Love          | Zenit St. Petersburg |
| 2014/15 | Hulk                | Zenit St. Petersburg | Roman Eremenko       | ZSKA Moskau          | Danny                | Zenit St. Petersburg |
| 2015/16 | Fjodor Smolow       | FK Krasnodar         | Hulk                 | Zenit St. Petersburg | Quincy Promes        | Spartak Moskau       |
| 2016/17 | Fjodor Smolow       | FK Krasnodar         | Quincy Promes        | Spartak Moskau       | Denis Gluschakow     | Spartak Moskau       |
| 2017/18 | Fjodor Smolow       | FK Krasnodar         | Manuel Fernandes     | Lokomotive Moskau    | Alexander Golowin    | ZSKA Moskau          |
| 2018/19 | Artjom Dsjuba       | Zenit St. Petersburg | Sardar Azmoun        | Rubin Kasan          | Anton Mirantschuk    | Lokomotive Moskau    |
| 2019/20 | Artjom Dsjuba       | Zenit St. Petersburg | Alexei Mirantschuk   | Lokomotive Moskau    | Jewgeni Luzenko      | Arsenal Tula         |
| 2020/21 | Sardar Azmoun       | Zenit St. Petersburg | Artjom Dsjuba        | Zenit St. Petersburg | Nikola Vlašić        | ZSKA Moskau          |
| 2021/22 | Claudinho           | Zenit St. Petersburg | Gamid Agalarow       | FK Ufa               | Christian Noboa      | PFC Sotschi          |
| 2022/23 | Malcom              | Zenit St. Petersburg | Quincy Promes        | Spartak Moskau       | Fjodor Tschalow      | ZSKA Moskau          |

## Wahl der Futbol
| Jahr | Sieger              | Sieger               | Zweiter            | Zweiter              | Dritter             | Dritter           |
| Jahr | Name                | Verein(e)            | Name               | Verein(e)            | Name                | Verein(e)         |
| ---- | ------------------- | -------------------- | ------------------ | -------------------- | ------------------- | ----------------- |
| 2008 | Juri Schirkow       | ZSKA Moskau          |                    |                      |                     |                   |
| 2009 | Alejandro Domínguez | Rubin Kasan          |                    |                      |                     |                   |
| 2010 | Danny               | Zenit St. Petersburg |                    |                      |                     |                   |
| 2011 | Seydou Doumbia      | ZSKA Moskau          |                    |                      |                     |                   |
| 2012 | Roman Schirokow     | Zenit St. Petersburg |                    |                      |                     |                   |
| 2013 | Roman Schirokow     | Zenit St. Petersburg |                    |                      |                     |                   |
| 2014 | Seydou Doumbia      | ZSKA Moskau          |                    |                      |                     |                   |
| 2015 | Hulk                | Zenit St. Petersburg |                    |                      |                     |                   |
| 2016 | Fjodor Smolow       | FK Krasnodar         | Quincy Promes      | Spartak Moskau       | Igor Akinfejew      | ZSKA Moskau       |
| 2017 | Quincy Promes       | Spartak Moskau       | Igor Akinfejew     | ZSKA Moskau          | Fjodor Smolow       | FK Krasnodar      |
| 2018 | Artjom Dsjuba       | Zenit St. Petersburg | Igor Akinfejew     | ZSKA Moskau          | Mário Fernandes     | ZSKA Moskau       |
| 2019 | Artjom Dsjuba       | Zenit St. Petersburg | Alexander Golowin  | AS Monaco            | Grzegorz Krychowiak | Lokomotive Moskau |
| 2020 | Nikola Vlašić       | ZSKA Moskau          | Alexei Mirantschuk | Lokomotive Moskau    | Roman Sobnin        | Spartak Moskau    |
| 2021 | Sardar Azmoun       | Zenit St. Petersburg | Claudinho          | Zenit St. Petersburg | Igor Akinfejew      | ZSKA Moskau       |
| 2022 | Quincy Promes       | Spartak Moskau       | Malcom             | Zenit St. Petersburg | Igor Akinfejew      | ZSKA Moskau       |

## Wahl des russischen Verbands
| Jahr | Sieger               | Sieger               |
| Jahr | Name                 | Verein(e)            |
| ---- | -------------------- | -------------------- |
| 2006 | Andrei Arschawin     | Zenit St. Petersburg |
| 2007 | Konstantin Syrjanow  | Zenit St. Petersburg |
| 2008 | Juri Schirkow        | Zenit St. Petersburg |
| 2009 | Alejandro Domínguez  | Rubin Kasan          |
| 2010 | Alexander Kerschakow | Zenit St. Petersburg |
| 2012 | Igor Denissow        | Zenit St. Petersburg |
| 2013 | Igor Akinfejew       | ZSKA Moskau          |
| 2014 | Seydou Doumbia       | ZSKA Moskau          |
| 2015 | Hulk                 | Zenit St. Petersburg |